# Casa de Liniers

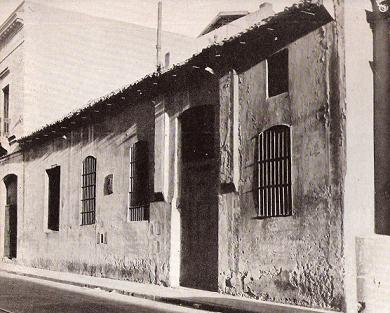
La casa hacia 1939.

La Casa del Virrey Liniers es una de las viviendas más antiguas aún en pie de la ciudad de Buenos Aires, Argentina. Se encuentra en la calle Venezuela n.º 469, del barrio de Monserrat, y es un Monumento Histórico Nacional por Decreto 120.412/1942 y se encuentra catalogado por el Gobierno de la Ciudad con nivel de Protección Estructural. En ella funciona desde 2011 el Espacio Virrey Liniers, un centro cultural a cargo del Gobierno de Buenos Aires. Desde 2021 la Casa se encuentra cerrado por obras en su interior.

## Historia
La casa fue construida hacia fines del siglo XVIII para don Martín Simón de Sarratea y su familia. Santiago de Liniers, encargado de la reconquista de la ciudad luego de las Invasiones Inglesas de 1806 y 1807, vivió en ella entre 1808 y 1809.
En esta residencia el general inglés William Beresford habría firmado los términos de capitulación antes de rendirse, en 1806. El edificio fue declarado Monumento Histórico Nacional mediante el decreto n.º 120.412 de 1942.
La casa permaneció en manos de la familia Estrada quienes eran parientes lejanos de la familia Liniers. Ángel Estrada fue fundador de una editorial cuya sede fue construida en un terreno adyacente, con frente sobre la calle Bolívar, y poseía además un tercer terreno que habían transformado en estacionamiento de automóviles. A comienzos de 2009, Editorial Estrada puso en venta sus tres propiedades, con voluntad de que tuvieran utilidad pública, y la ofreció en venta al Gobierno de la Ciudad. Las propiedades no pudieron ser adquiridas en un comienzo porque la suma exigida por Estrada resultaba mayor a la que el Gobierno estaba dispuesto a pagar.
Por ese tiempo, vecinos e interesados se movilizaron, incluso realizando un acto disfrazados de corsarios frente a la Casa de Liniers. El Gobierno de la Ciudad vendió cuatro propiedades que tenía en su poder, para adquirir la vivienda del virrey, la sede de Editorial Estrada y el estacionamiento.
Finalmente, la compra fue efectuada por el Gobierno de la Ciudad en octubre de 2010. En la actualidad, la Casa de Liniers está siendo reacondicionada. Junto con la Casa del Historiador forman el edificio donde funciona la Dirección de Patrimonio, Museos y Casco Histórico.

## Descripción arquitectónica

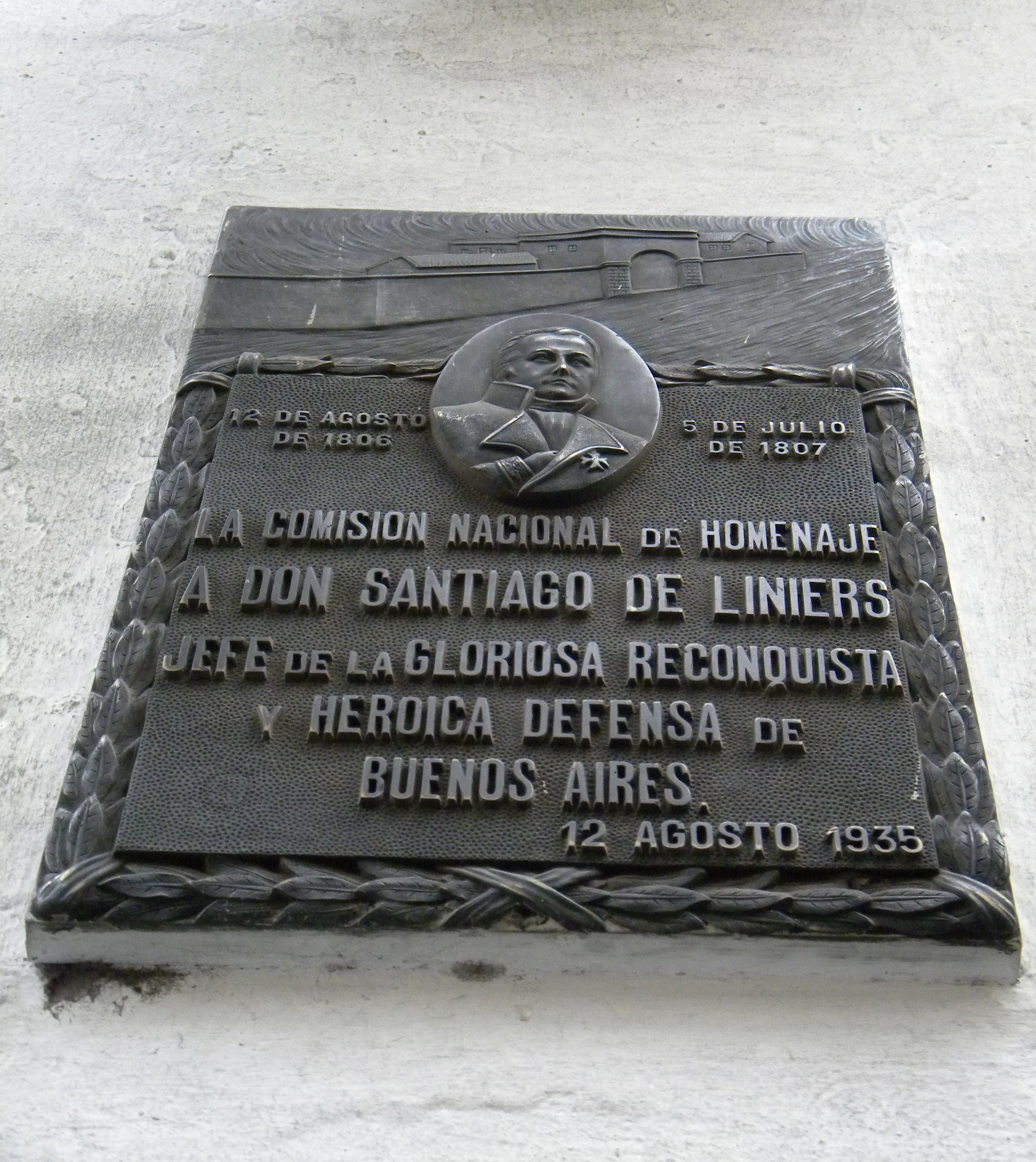
Placa conmemorativa.

De la casa original solo se mantuvo el frente y algunos muros internos, que fueron conservados de acuerdo al lenguaje de la arquitectura colonial de fines del siglo XVIII. La tipología arquitectónica y el interior sufrieron severas modificaciones mientras funcionaron como talleres gráficos de la Editorial Estrada. Aproximadamente en 1984, los propietarios recuperaron la expresión colonial de la edificación, demoliendo todos los agregados que no correspondían a la arquitectura primigenia. Se restauraron muros antiguos y se ejecutaron nuevos, se reemplazaron techos, pisos, puertas y ventanas. El resultado fue una vivienda austera de paredes blancas, techos de tejas, pisos de ladrillos y aberturas con arcos rebajados. El esquema quedó definido por dos alas en forma de L, en torno a un patio pavimentado con lajas, y encuadrado por muros nuevos resueltos con vanos que aluden a una imagen colonial.
La propuesta no pretendió repetir el modelo de la casa de patios como había sido en un principio, sino adecuar las instalaciones para usos contemporáneos. En el Catastro Beare, confeccionado entre 1860 y 1870, se puede observar la ocupación del suelo y la tipología originaria de la casa con varios patios. En la actualidad, el salón principal, el zaguán, y la salita que dan al frente se ajustan adecuadamente a estos datos.
La fachada es uno de los elementos arquitectónicos que goza de mayor autenticidad. Muros gruesos, ladrilleros, asentadas en barro, horadados con vanos de distintas proporciones, que se abren sobre una superficie encalada de volumen neto y aspecto tosco y vigoroso. El acceso se resuelve salvando unos pocos escalones y presenta una ornamentación sencilla a través de dos medias pilastras a los costados, probablemente cortadas en años posteriores para mejorar el tránsito peatonal. Su diseño fue el resultado de la tradición constructiva, de un medio pobre y del gusto popular.
La importancia de la casa se manifiesta en la dimensión de sus aberturas y la expresión formal de la puerta principal, que constituye el punto neurálgico de la composición. Esta última está constituida por dos hojas de tableros con molduras simples, suficientemente altas como para el paso de carruajes, y dos más pequeñas para uso corriente de los peatones.